# Emili Saleta i Llorens
Emili Saleta i Llorens (Reus, Baix Camp, 14 de juliol de 1888 — Barcelona, 1953) va ser un escriptor i socialista català.
Va col·laborar en publicacions com De Tots Colors (1908), de Barcelona, i en L'Avi Muné, de Sant Feliu de Guíxols. Com a escriptor va publicar diversos llibres de prosa i poesia. També va participar en diferents ocasions als Jocs Florals de Barcelona.
Va militar des dels orígens a la Unió Socialista de Catalunya i era col·laborador de La Justícia Social i del Diari de Reus. Entre 1907 i 1915 va viure a Suïssa, França Alemanya i Anglaterra, i era corresponsal de diversos periòdics a París, Londres i Berlín. El 1916 i 1917 va exercir el periodisme a Madrid. El 1919 va tornar a Barcelona i va fer estudis sobre temes municipals. A partir de 1928 va col·laborar a L'Opinió i el 1929 va formar part de la redacció del quinzenal Ideari, òrgan d'expressió de la Unió Socialista. Participà en el Primer Congrés Nacional de la Unió Socialista de Catalunya, celebrat l'abril de 1932, on va ser designat membre del nou comitè executiu del partit com a secretari de relacions interiors. L'any 1933 va participar a Mataró en un míting a favor d'un únic front obrer contra el feixisme. Després de la seva mort es va publicar Homenatge al poeta E. Saleta i Llorenç (Sant Genís de Vilassar, 1954)

## Obra literària
- Coincidències (1908), entremès còmic
- La malalta (1911), novel·la
- A l'ombra del camí (1924), recull de poemes, prologat per Ignasi Iglésias Pujadas
- L'íntim refugi (1954), recull de poemes, pòrtic de Tomàs Roig i Llop

Obres presentades als Jocs Florals de Barcelona
- L'etern neguit (1930)
- Tres sonets (1930)
- Fervorosa (1930), 1r accèssit a la Viola d'or i d'argent
- Cançons al vent (1931)
- Mar blava (1931)
- L'indefinit anhel (1932)